# Baslerstab

Logo des ehemaligen Gratisanzeigers Baslerstab

Der Baslerstab war die auflagenstärkste Gratiszeitung in der Region Basel und wurde vom Verlag Inseratenunion, zuletzt von der Basler Zeitung Medien AG herausgegeben. Sie erschien von 1923 bis 2014 und dies fünfmal wöchentlich (in der Landschaft zweimal), ab 7. Mai 2009 noch zweimal (dienstags und donnerstags, nun ohne redaktionellen Teil) und ab 30. April 2013 nur noch einmal wöchentlich dienstags.
Am 4. Februar 2014 wurde der Baslerstab schliesslich eingestellt, seine Inhalte wurden in die am 6. Februar 2014 neu lancierte, dreimal wöchentlich verkaufte Zeitung BaZ Kompakt integriert.
Der Baslerstab hatte zuletzt noch eine Auflage von 154'645 Exemplaren (2014).